# Esther Neuenschwander
Pour les articles homonymes, voir Neuenschwander.
Esther Neuenschwander, née le 30 septembre 1983 à Zurich, est une curleuse suisse.

## Biographie
En 2018, elle remporte la médaille d’argent aux Championnats d'Europe.  Elle remporte la médaille d'or du Championnat du monde féminin de curling 2019.